# Pemsaschen

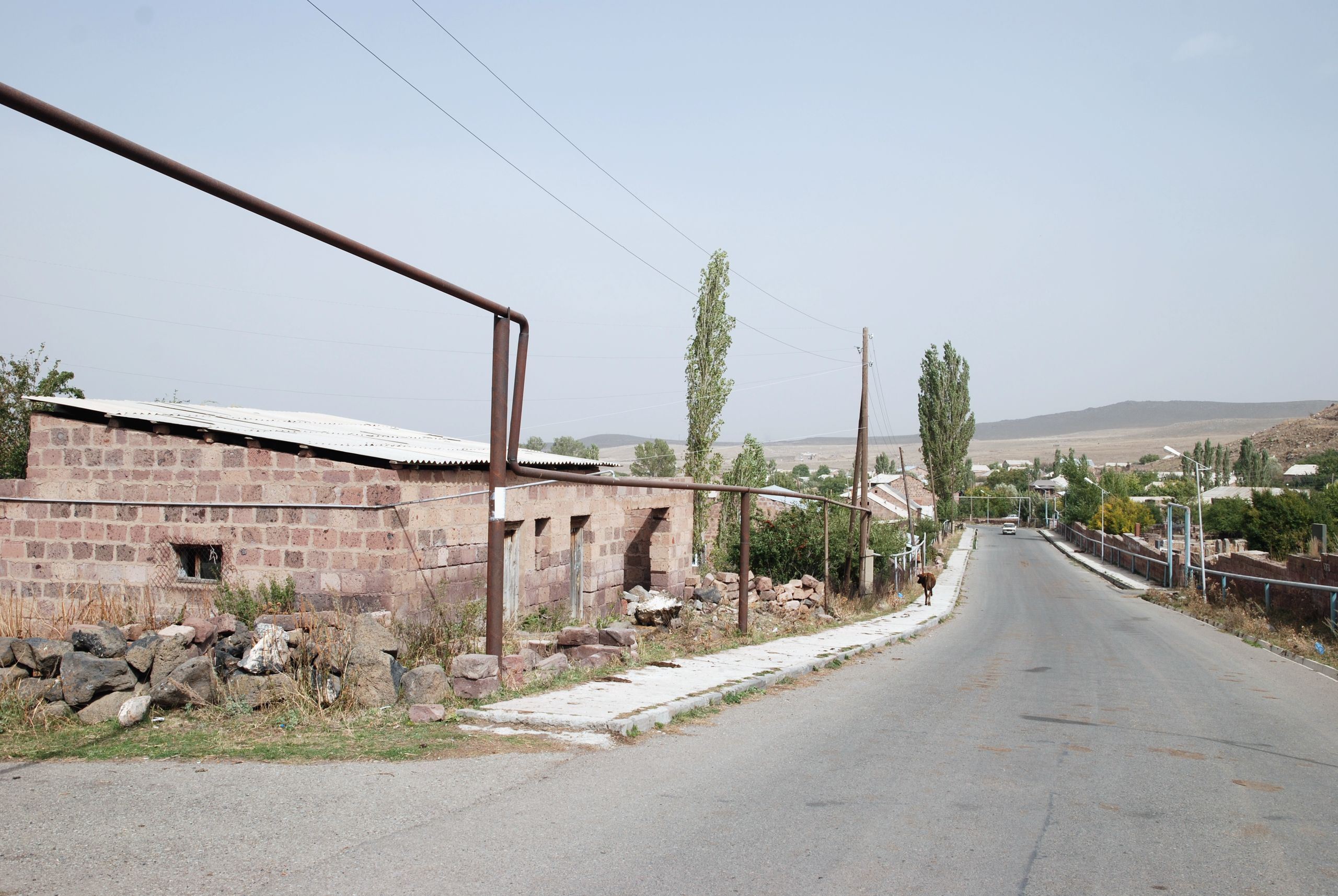
Pemsaschen von Südosten

Pemsaschen, eng. Pemzashen (armenisch Պեմզաշեն, „aus Bims erbaut“), vom 19. Jahrhundert bis 1940 Mahmudcuk (Mahmnutcuk, Magmudzhuk), ist ein Dorf in der nordwestarmenischen Provinz Schirak mit 3322 Einwohnern nach der amtlichen Statistik vom Januar 2012. In der Ortsmitte blieben die Ruinen eines Gebäudekomplexes aus drei Kirchen erhalten, die in das 6. bis 7. Jahrhundert datiert werden. 

## Lage
Pemsaschen liegt auf einer Höhe von 1872 Metern an den nordwestlichen Ausläufern des Berges Aragaz fünf Kilometer südwestlich der Kleinstadt Artik. Auf den mit Gras bewachsenen, steinigen und baumlosen Hügeln der Umgebung wird hauptsächlich Rinderzucht betrieben. Ackerbau findet dort nicht statt.
In Maralik, etwa 30 Kilometer südlich von Gjumri, zweigt von der M1 zwischen Jerewan und Gjumri nach Osten eine Straße ab, die an Pemsaschen vorbei zunächst nach Artik und später über die Hochebene von Tsaghkahovit Richtung Wanadsor im Nordosten des Landes führt. 
Auf der Pemsaschen nach Süden verlassenden Straße ist an der ersten Abzweigung links haltend nach drei Kilometern das höher gelegene Dorf Lernakert zu erreichen. Auf halbem Weg liegt die Ruine der Sionkirche (Surb Sion) von 1001 des ehemaligen Klosters Makaravank aus dem 10. bis 13. Jahrhundert. In dessen Nähe ist vom Rand einer kleinen Schlucht unterhalb an der Felswand eine Kapelle mit einem grasbewachsenen Satteldach aus dem 18. Jahrhundert zu sehen. 
Pemsaschen gehört wie Satani-Dar, Areguni und Arzni zu den Fundstätten des Mittelpaläolithikums in der Aragaz-Region, an denen Steinwerkzeuge, jedoch keine Skelette entdeckt wurden, und wie Garnahovit zu den Orten mit zyklopischen Festungen, die in der Spätbronzezeit auf zahlreichen Hügelspitzen standen.

## Ortsbild
Bei der Volkszählung 1989 betrug die Zahl der Einwohner 3384. Die mit dem wirtschaftlichen Niedergang nach dem Ende der sowjetischen Ära 1991 einsetzende Landflucht führte zu einem Bevölkerungsrückgang. 2001 ergab die Volkszählung 2862 Einwohner. Bis 2012 war der Stand von 1989 wieder erreicht.
Das neben der Rinderhaltung in den Hausgärten der Gehöfte angebaute Obst und Gemüse dient der Selbstversorgung. Ortsmitte ist ein baumbestandener Park mit einem Brunnen, in dessen Nähe sich einige kleine Lebensmittelgeschäfte befinden. Auf der gegenüberliegenden Straßenseite sind die Kirchenruinen hinter einer Häuserreihe verborgen.

## Kirchen

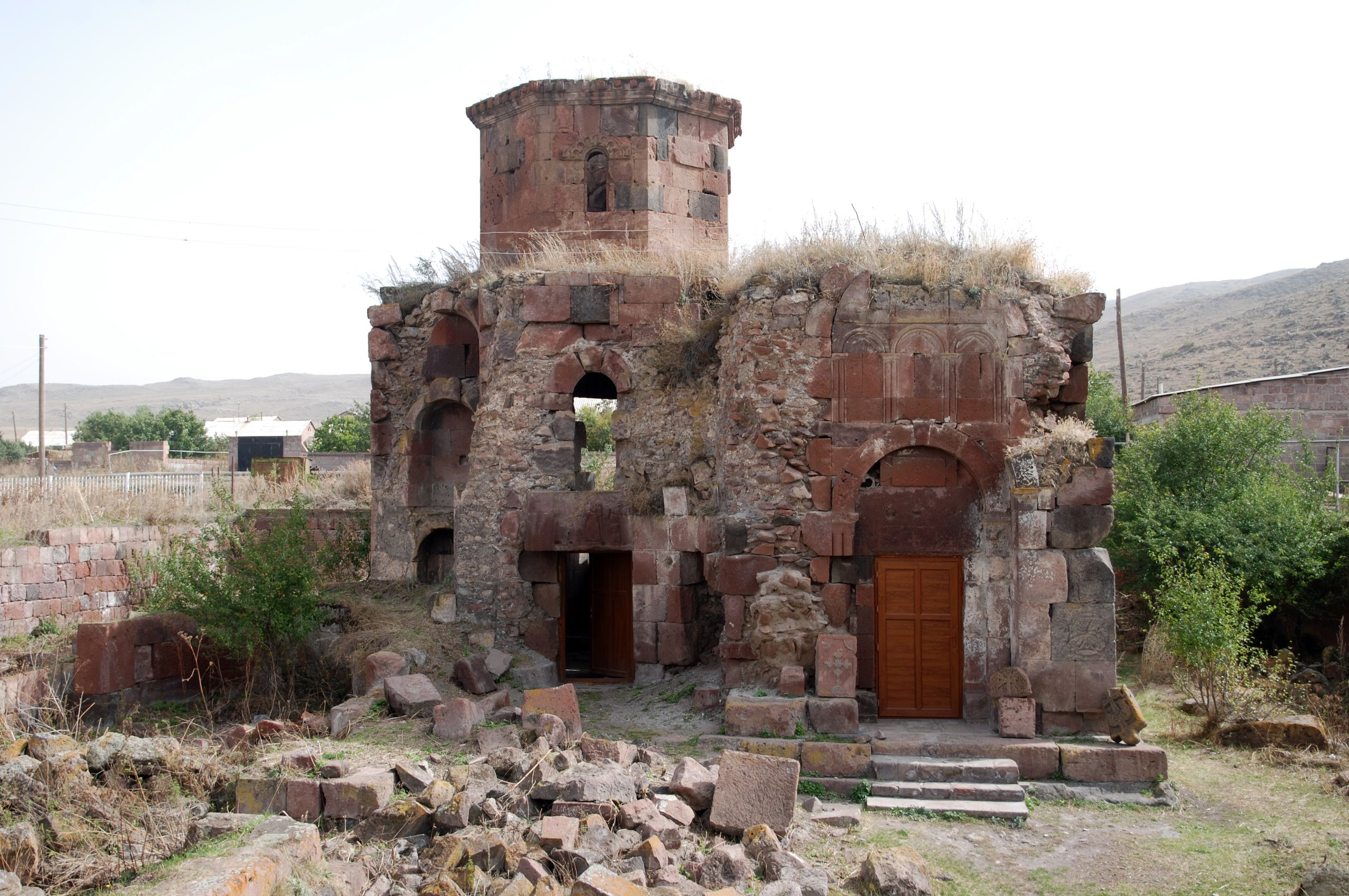
Steinhaufen im Vordergrund links: Saalkirche, Mitte: Trikonchos, rechts: Kapelle. Von Westen

Die erhaltenen Kirchenruinen aus rosa Tuff in der Ortsmitte liegen in einer Mulde etwa zwei Meter unter dem Niveau des umgebenden Geländes. Über den drei ursprünglichen Kirchen, deren Datierung nur über Stilvergleiche erfolgen kann, wurde in späterer Zeit eine größere Kirche errichtet. Ihre Mauerreste sind heute vollständig entfernt.

### Saalkirche
Vermutlich im 5. oder 6. Jahrhundert entstand eine langgestreckte einschiffige Kirche, von der 1976 die unterste Steinschicht der Wände über einem Stufensockel freigelegt wurde. Das Gebäude bildete ein Rechteck von etwa 6,6 × 19 Metern mit einer hufeisenförmigen Apsis, die außen als Fünfeck aus der Ostwand trat. Die Mauerstärke betrug etwa 1,6 Meter. An der Ostseite kam ein dreistufiger Unterbau zum Vorschein. Wie in der Kirche von Lernakert gliederten drei, sich auf Wandpfeilerpaare stützende Gurtbögen das Tonnengewölbe. Die beiden Eingänge lagen im Westen und in der mittleren Südwand. Die erhaltenen Basen der Pilaster zeigen übereinandergeschichtete Tori, Taustäbe und ähnliche Leistenformen.

### Trikonchos
Stark beschädigt, aber innerhalb des Ensembles am besten erhalten ist eine Kirche mit Trikonchos, bei der drei hufeisenförmige Apsiden um einen quadratischen Zentralraum angeordnet sind, während der Westarm mit einer rechteckigen Grundform deutlich verlängert wurde. Bei den frühesten kleinen Kreuzkuppelkirchen (Lmbatavank oder die Muttergotteskirche von Talin aus dem 7. Jahrhundert) bleibt die Kreuzform im Umriss des Gebäudes erhalten. Die Kirche von Pemsaschen gehört dagegen zu einem Typus, bei dem alle Seitenarme vollständig ummantelt und innerhalb eines äußeren Rechtecks eingeschlossen sind. Sie war mit ihren Nordwestecke an die südliche Apsis der Saalkirche angebaut. Die Innenmaße betragen 5,86 × 7,48 Meter.

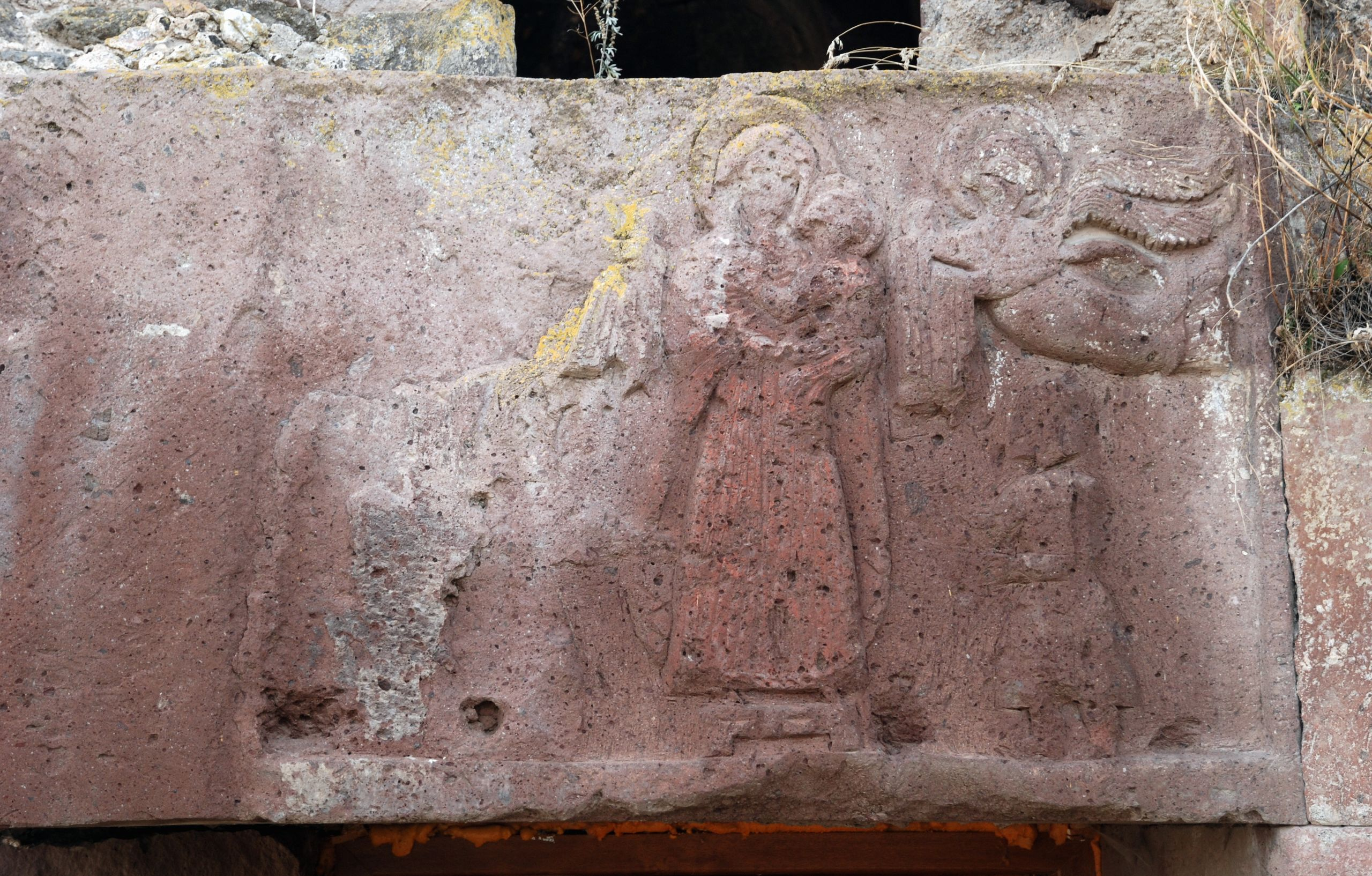
Marienbildnis auf der rechten Seite des Türsturzes.

In den Ecken zwischen den Konchen liegen in drei Geschossen rechteckige, von Tonnen  überwölbte Nebenräume, die nicht wie üblich direkt vom Hauptraum, sondern nur über schmale Gänge von der Ostkonche zugänglich sind. In diesen gut verborgenen Räumen wurden möglicherweise Manuskripte oder der Kirchenschatz aufbewahrt. Über den inneren Wandecken spannen sich Rundbögen und bilden ein Quadrat. Der Übergang zum oktogonalen Querschnitt des Tambours erfolgt durch Trompen in den vier Ecken. Vom Tambour leiten acht weitere Trompen zum Grundkreis der heute fehlenden Kuppel. Die Innenwände des Tambours sind durch runde Nischen mit abschließenden Archivolten in jeder Seite und mit Fenstern in den Haupthimmelsrichtungen lebhaft gegliedert. Fächerförmige Reliefmuster mit Bögen, Ringen, Medaillons und Kugeln über den Trompen ergeben eine außerordentlich variationsreiche Gestaltung. An den diagonalen Wandflächen zwischen den Fenstern sind an der Außenseite Steine in der Form von Inschriftentafeln (tabula ansata) angebracht.
Das figürliche Relief außen auf dem Türsturz über der Eingangstür ist nur noch auf der rechten Seite erhalten. Zu sehen ist das Bildnis Marias mit dem Jesuskind auf dem linken Arm. Sie wird von zwei kleineren Figuren zu ihren Seiten angebetet, bei denen es sich um die Stifter handeln könnte. Von den beiden Engeln, die über den Figuren schweben, ist der rundplastisch hervortretende rechte Engel erhalten. Auch die Friese über den Rundbogenfenstern sind mit Hufeisenformen, Palmetten und Flechtbänder aufwendig gestaltet. Das Marienbildnis und andere Motive scheinen aus der byzantinischen Ikonographie der ersten Hälfte des 7. Jahrhunderts übernommen. Die Datierung erfolgt deshalb in die Mitte des 7. Jahrhunderts.

### Kapelle
Die in wesentlichen Teilen bis zur Traufkante aufrecht stehende einschiffige Kapelle grenzt an die Südwand des Trikonchos und steht mit diesem auf einem gemeinsamen zweistufigen Sockel. Sie misst innen rund 3 × 5 Meter bei einer Wandstärke von einem Meter. Der rechteckige Raum mit einer hufeisenförmigen Ostapsis wird von je einem Rundbogenfenster in Süd- und Ostwand erhellt. Vier tabulae ansatae wie am Tambour finden sich auch an der Südwand, eine weitere füllt das Tympanonfeld über dem Türstürz an der Westseite. Die Bauplastik macht eine Entstehung zeitgleich mit dem Trikonchos wahrscheinlich.

### Makaravank

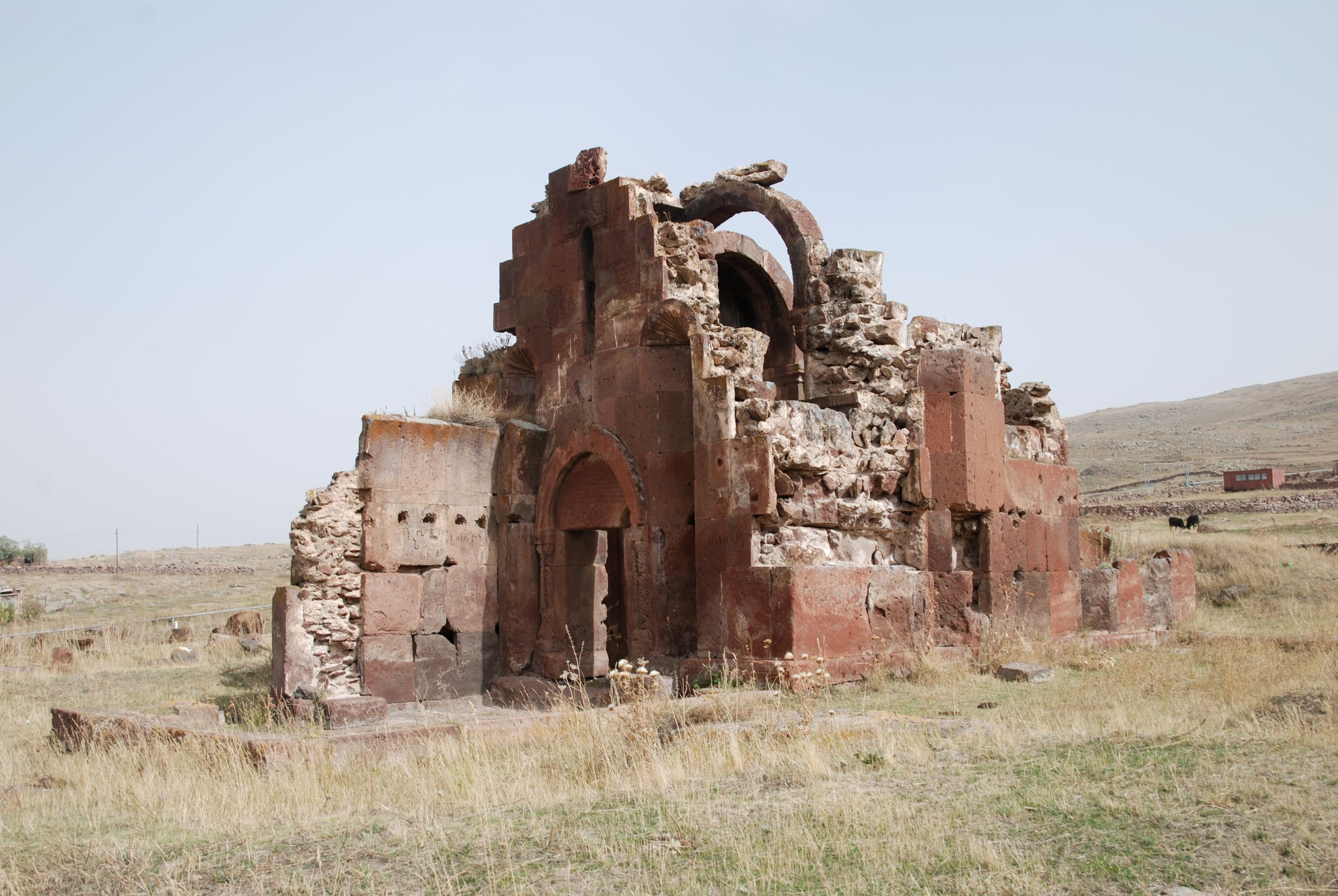
Kirchenruine des Klosters Makaravank von Südwesten.

Die Kirche von Makaravank an der Straße nach Lernakert war eine ummantelte Kreuzkuppelkirche mit einer halbrunden Chorapsis. Die seitlichen rechteckigen Nebenräume im Osten waren von den Seitenarmen aus zugänglich. In den Ecken der Westseite befinden sich anstelle von Nebenräumen rechteckige offene Wandnischen. Erhalten geblieben sind große Teile der Außenwände und zwei der vier Gurtbögen, die einst den Tambour trugen.
An der Westseite wurde in späterer Zeit ein Gawit mit einer Quertonne vorgebaut, von dem ein Mauerrest der nördlichen Schmalseite erhalten geblieben ist und dessen Gewölbeumriss sich an der Wand abzeichnet.